# 米切爾·朗厄拉克
米切爾·詹姆斯·朗厄拉克（英語：Mitchell James Langerak；1988年8月22日—）是澳洲的一位足球員，司職守門員，現時效力日職球隊名古屋鯨魚。

## 榮譽

### 球會
墨爾本勝利
- 澳洲職業足球聯賽賽季前挑戰杯（英语：A-League Pre-Season Challenge Cup）冠軍：2008年
- 澳洲職業足球聯賽冠軍：2008/09年
- 澳洲職業足球聯賽季後賽冠軍：2008/09年

多特蒙德
- 德国足球甲级联赛冠軍：2010/11年、2011/12年
- 德國足協盃冠軍：2012年
- 德國超級盃冠軍：2013年、2014年

### 國際賽
澳洲隊
- 亞足聯亞洲盃冠軍：2015年

## 外部連結
- Borussia Dortmund profile （页面存档备份，存于）
- fussballdaten.de：Mitchell Langerak之統計數據 （德文）